# Max Silberstein
Max Silberstein (* 3. April 1897 in Mannheim; † 4. September 1966 ebenda) war ein deutscher Jurist. Er war von 1955 bis 1963 Präsident des Oberlandesgerichts Karlsruhe.

## Leben
Max Silberstein studierte ab 1915 Rechtswissenschaft an der Ruprecht-Karls-Universität Heidelberg, nach einem Semester in München wieder in Heidelberg, wo er – nach Einberufung kurz vor Ende des Ersten Weltkriegs – 1919 die Erste Juristische Staatsprüfung ablegte und 1920 promoviert wurde. 1922 trat er in den Justizdienst des Landes Baden ein und war als Richter am Amtsgericht und als Staatsanwalt in Mannheim, 1929 als Richter am Landgericht Offenburg tätig. Ab 1931 wieder Richter am Landgericht Mannheim, wurde er im April 1933 wegen seiner jüdischen Abstammung beurlaubt und Ende Mai 1933 in den Ruhestand versetzt. Er fand eine Anstellung bei einem Unternehmen in Frankfurt. In der Pogromnacht 1938 wurde er verschleppt und bis Ende Dezember im KZ Buchenwald festgehalten. Nach seiner Entlassung emigrierte er mit seiner Mutter nach Frankreich und war in Bellac als Buchhalter für die französische Militärintendanz tätig. 1941 ging er nach Marseille und arbeitete als Dolmetscher und juristischer Berater im Ausländerhilfsdienst für politisch und rassisch Verfolgte. Nach der deutschen Besetzung Südfrankreichs versteckte er sich in Nizza, wurde jedoch 1944 von der Gestapo verhaftet; es gelang ihm im Juli 1944, zu einer amerikanischen Einheit zu fliehen.
Im Oktober 1946 wurde Silberstein zum Landgerichtsdirektor in Mannheim ernannt, 1949 zum Präsidenten des Landgerichts. 1955 wurde er Präsident des Oberlandesgerichts Karlsruhe.

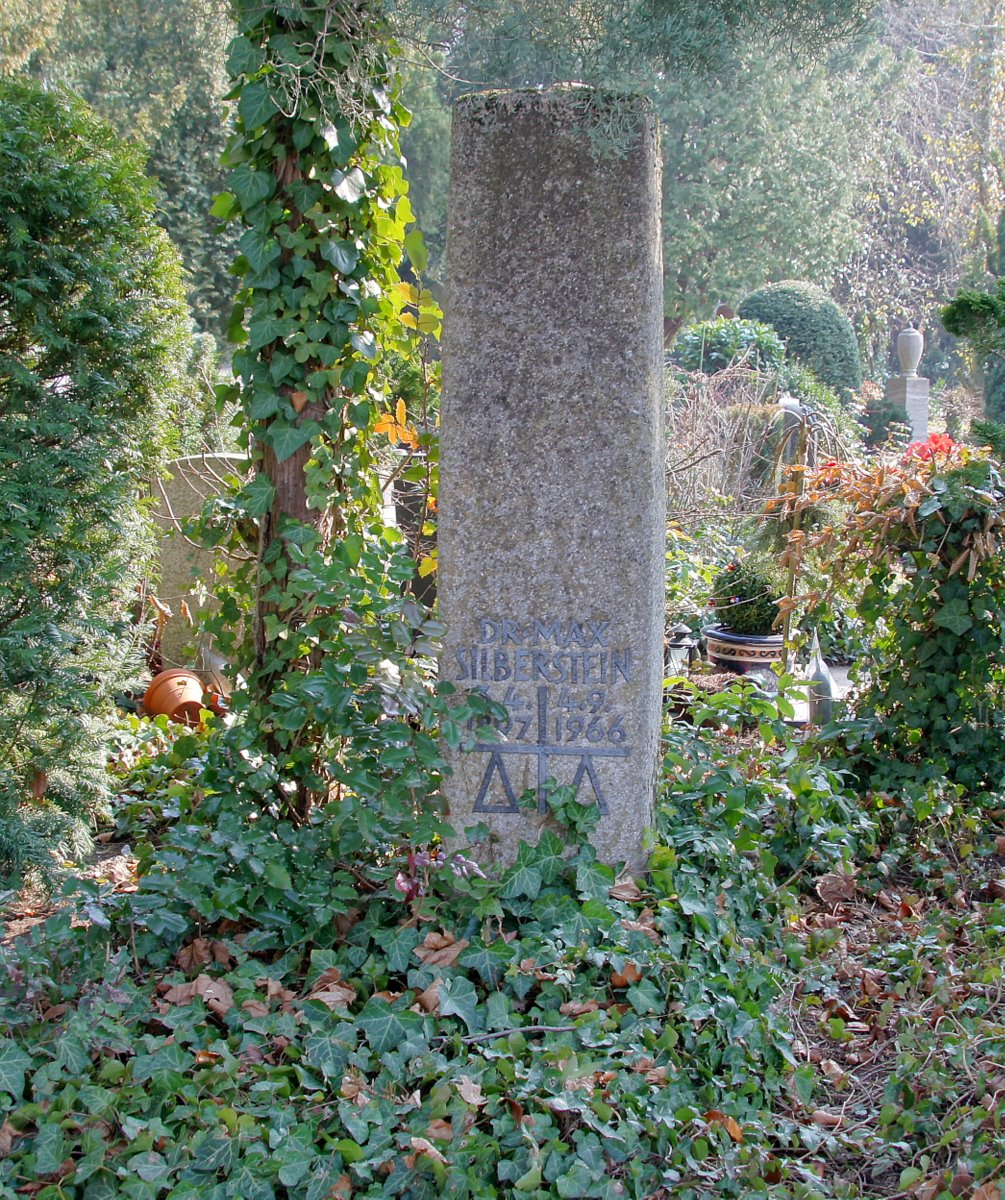
Grab in Mannheim

1960 wurde Silberstein vom baden-württembergischen Justizminister Wolfgang Haußmann gemeinsam mit Hans Neidhard und Richard Schmid in eine Dreierkommission berufen, die Vorwürfe gegen Richter und Staatsanwälte untersuchte, die als Mitglieder von Sondergerichten oder in ähnlicher Funktion an NS-Unrecht mitgewirkt hatten.
Nach seiner Pensionierung 1963 wurde Silberstein von Bundeskanzler Ludwig Erhard mit einer Überprüfung der gegen das Bundesamt für Verfassungsschutz erhobenen Vorwürfe, die Behörde überwache grundgesetzwidrig Telefongespräche, beauftragt.
Sein Grab auf dem Hauptfriedhof Mannheim besteht aus einem Muschelkalkpfeiler mit leicht ausgebauchter Mitte.

## Ehrungen
- 1963: Großes Verdienstkreuz mit Stern der Bundesrepublik Deutschland
- 1966: Ehrenring der Stadt Mannheim